# Sobaeksu Ch'eyuktang
Sobaeksu Ch'eyuktang (koreanska: 소백수체육단) är en sportklubb från Pyongyang, Nordkorea. Klubben, är uppkallad efter Sobaeksu, en biflod till Amnok. Klubben är aktiv både på dam- och herrsidan inom fotboll, basket, ishockey och volleyboll. 
Herrfotbollslaget vann Hwaebulcupen 2017 (dock deltog inte April 25 då de spelade i AFC Cup samtidigt). Laget spelar sina hemmamatcher på Yanggakdostadion. De tillhör den nationella eliten i både basket och volleyboll. Klubbens damvolleybollag har internationellt som bäst kommit fyra i Asian Women's Club Volleyball Championship, vilket de blev 2007 och 2008.